# 16. Luftwaffen-Felddivision
Die 16. Luftwaffen-Felddivision war ein militärischer Verband der Wehrmacht während des Zweiten Weltkrieges. 

## Geschichte

### Aufstellung
Sie wurde am 1. Dezember 1942 unter dem Kommando des XIII. Fliegerkorps aus überschüssigem Personal der Luftwaffe auf dem Truppenübungsplatz Groß Born in Pommern aufgestellt.

### Besatzungstruppe Niederlande
Die Division kam Februar 1943 bis September 1943 in den Niederlanden zum Einsatz.

## 16. Feld-Division (L)

### Aufstellung durch Umbenennung
Am 1. November 1943 wurde die Division ins Heer überführt und in 16. Feld-Division (L) umbenannt. 

### Operation Overlord
Nach der Landung der Alliierten in der Normandie 1944 wird die Division nach Frankreich verlegt und besetzt am 2. Juli einen Abschnitt am Westufer der Orne, nördlich von Caen. Bei der Schlacht um Caen, genauer der Operation Charnwood, war sie an der Verteidigung des Flugplatzes Carpiquet beteiligt. 

### Vernichtung
Im Juli 1944 wurde die Division von den Briten zerschlagen und erlitt dabei Verluste von bis zu 75 Prozent ihrer Soldaten. 

### Verwendung der Reste der Division
Die Reste der Division wurden der 21. Panzer-Division unterstellt, die Anfang August im Kessel von Falaise vernichtet wurden.

## Kommandeure
- Oberst Otto von Lachemair (1. Dezember 1942 – 5. November 1943)
- Generalmajor Karl Sievers (5. November 1943 – 30. Juli 1944)

## Bekannte Divisionsangehörige
- Dietmar Eckert (1913–2002), war von 1968 bis 1969, als Brigadegeneral des Heeres der Bundeswehr, Angehöriger der Führungsakademie der Bundeswehr